# کوئوتا هیرانو
کوئوتا هیرانو (انگلیسی: Kouta Hirano؛ زادهٔ ۱۴ ژوئیهٔ ۱۹۷۳) یک مانگاکا اهل ژاپن است.